# Rafaił Kaprelan
Rafaił Iwanowicz Kaprelan (orm. Ռաֆայել Կապրելյան, ros. Рафаил Иванович Капрэлян, ur. 22 kwietnia?/5 maja 1909 w Baku, zm. 12 lipca 1984 w Moskwie) – radziecki pilot doświadczalny i wojskowy narodowości ormiańskiej, Bohater Związku Radzieckiego (1975).

## Życiorys
Był Ormianinem. W 1926 skończył bakijskie technikum przemysłowo-ekonomiczne, 1927-1929 studiował w Azerbejdżańskim Instytucie Politechnicznym, w 1932 ukończył Leningradzki Instytut Inżynierów Lotnictwa Cywilnego i został inżynierem w Głównym Zarządzie Lotnictwa Cywilnego, 1932-1933 pracował w Leningradzkim Instytucie Inżynierów Lotnictwa Cywilnego. W 1934 skończył batajską lotniczą szkołę lotnictwa cywilnego i został lotnikiem-instruktorem, 1935-1941 pracował jako pilot lotnictwa cywilnego w Moskiewskim Zarządzie, a 1938–1940 w Chinach. Od czerwca 1941 służył w Armii Czerwonej, od listopada 1941 do marca 1943 dowodził oddziałem specjalnej moskiewskiej grupy lotniczej, wykonał wówczas 57 lotów bojowych, w tym 14 zwiadowczych, 18 dostaw ładunków dla partyzantów i 25 lotów na linię frontu z dostawami zapasów, sprzętu i ewakuacją rannych. 28 stycznia 1942 pilotowany przez niego samolot miał dotrzeć do Bukaresztu, jednak z powodu silnego oblodzenia awaryjnie lądował w rejonie Krzywego Rogu, po czym jego załoga została wzięta do niemieckiej niewoli i osadzona w obozie w Mikołajowie. W sierpniu 1942 Kaprelan uciekł i przystąpił do oddziału partyzanckiego działającego w rejonie Owrucza w obwodzie żytomierskim, w którym walczył do 23 października 1942, gdy dotarł do Moskwy, później do 10 marca 1943 nadal wykonywał loty na linię frontu dostarczając zapasów i ewakuując rannych. Od marca do maja 1943 przechodził szkolenie w Centrum Lotniczym Lotnictwa Dalekiego Zasięgu, od maja 1943 do lutego 1944 był inspektorem techniki pilotażu 73 Dywizji Lotniczej Lotnictwa Dalekiego Zasięgu, a od marca 1944 do maja 1945 dowódcą 89 lotniczego pułku transportowego. Podczas wojny wykonał łącznie 112 lotów bojowych na tyły wroga i linię frontu. W październiku 1945 został zwolniony do rezerwy, 1945-1947 ponownie był pilotem Moskiewskiego Zarządu Lotnictwa Cywilnego, od czerwca do września 1947 zastępcą szefa Zarządu Lotniczego Gławsiewmorputi (Głównego Zarządu Północnej Drogi Morskiej), a 1947-1950 lotnikiem doświadczalnym Instytutu Lotniczo-Badawczego w mieście Żukowskij, testował różne modele samolotów. W latach 1950–1952 był pilotem testowym fabryki lotniczej nr 82 w Tuszynie, a 1953-1968 starszym lotnikiem doświadczalnym Specjalnego Biura Konstruktorskiego (OKB) M. Mila, testującym modele helikopterów Mil. Miał stopień podpułkownika. 23 września 1961 otrzymał tytuł zasłużonego lotnika doświadczalnego ZSRR, a 1969 mistrza sportu ZSRR klasy międzynarodowej.

## Odznaczenia
- Złota Gwiazda Bohatera Związku Radzieckiego (15 maja 1975)
- Order Lenina (dwukrotnie - 6 grudnia 1949 i 15 maja 1975)
- Order Czerwonego Sztandaru (2 kwietnia 1943)
- Order Wojny Ojczyźnianej I klasy (22 września 1944)
- Order Czerwonego Sztandaru Pracy (dwukrotnie - 31 lipca 1948 i 12 lipca 1957)
- Order Czerwonej Gwiazdy (dwukrotnie - 26 listopada 1941 i 1 grudnia 1943)
- Order „Znak Honoru” (31 lipca 1961)

I medale.